# Indiens järnvägar
Denna artikel handlar om det nationella järnvägsnätet i Indien. Se även järnväg i Indien.
Indiens järnvägar (hindi: भारतीय रेल, Bhāratīya Rail, engelska: Indian Railways) är Indiens statsägda järnvägsbolag. Det grundades 1853. Associationsformen motsvarar affärsdrivande verk och bolaget ingår i det indiska järnvägsministeriet.
Bolaget har monopol på spårtrafik i Indien och transporterar varje år cirka 11 miljarder passagerare. Fraktvolymen är omkring 950 miljoner ton per år. Antalet anställda är 1 400 000. Man förfogar över spår på 114 500 km (71 147 engelska miles), vilka trafikeras med 300 000 vagnar och 9 000 lokomotiv. Siffrorna avser 2009.
Trafiken sker till största delen på bredspår (1,676 mm), men även på normalspår, meterspår samt smalspår (762 mm och 610 mm).

## Historik

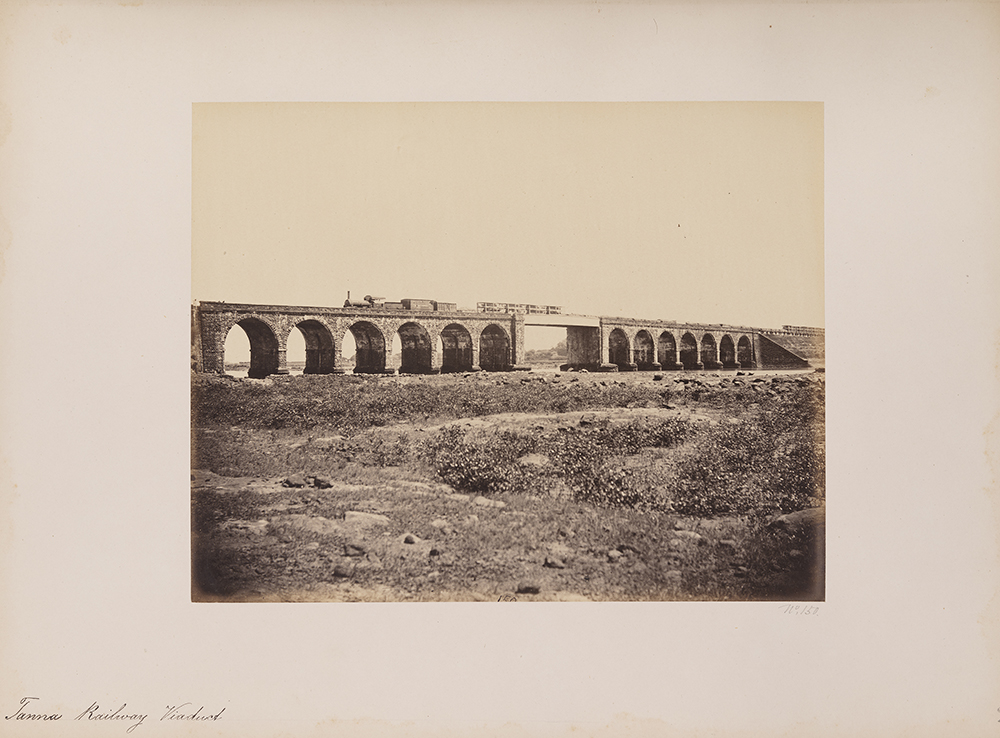
Ett tåg färdas över den längre Thane järnvägsvadadukten nära Bombay 1855.

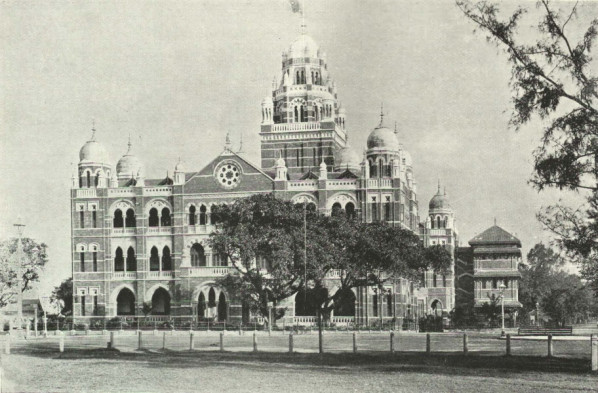
The B.B. & C.I. Railway Head Offices, 1905

Indiens järnvägshistoria började under mitten av 1800-talet. Från 1857 och framåt var Robert Maitland Brereton ansvarig för landets järnvägsutbyggnad. I juni 1867 öppnades Allahabad-Jubbulpore-linjen av East Indian Railway. Detta länkades under Breretons ledning ihop med Great Indian Peninsula Railway, vilket resulterade i ett järnvägsnät på 6400 kilometer. Genom detta blev det bland annat möjligt att färdas direkt från Bombay till Calcutta, en rutt som officiellt öppnades den 7 mars 1870 och som inspirerade Jules Verne i boken Jorden runt på 80 dagar.